# Латвин из Се
Латвин или Лэн (лат. Latuinus, фр. Latuin, Lain; V век) — святой епископ Се. День памяти — 20 июня.
Святой Латвин был первым епископом епархии Се.

## Биография
Святой Латвин был послан на проповедь папой Римским Бонифацием I. Он воздвиг молельню, на месте которой сейчас стоит храм, в конце IV века. Часовня представляет собой старую приходскую церковь в Клерэ (Cléray), упоминавшуюся в 1093 году в картуляриях Святого Мартина в Се. Там почивают его мощи.
Почитаемый первым епископом Се (Séez) в Нормандии, святой Латвин знавал трудные часы первопроходца: недоверие и гонения. По преданию, покидая своё убежище, святой исцелял паралитиков, глухих и страдавших кожными заболеваниями.
Латвин почитаем в различных местах, среди которых Batilly, Canapville, Bailleul и другие. В Бельфонде (Belfonds) имеется источник, куда за исцелением приходят больные. Они оставляют использованные полотенца на решётке, которая окружает эту купальню.